# ホワイツブーツ
ホワイツブーツ (White's Boots) は、アメリカのワークブーツメーカー。

## 沿革
ホワイツブーツ (White's Boots) は、現在ワシントン州スポケーンに本社を置くワークブーツメーカーである。創業者は、オット・ホワイト (Otto White) 。その歴史は、南北戦争以前のバージニア州で始まったとされる。1902年には、アメリカ北西部のロガー達に高品質でハンドメイドのワークブーツを提供するため、本拠をアイダホ州セントマリーズに移した。そして1915年には、現在のワシントン州スポケーンに本拠を移動し、現在に至る。日本では、その歴史や質実剛健な作り、価格設定などから「キング・オブ・ブーツ」などと称され、世界最高峰ブーツブランドの地位を築いている。代表的なモデルに、スモークジャンパー、セミドレスなどがある。ホワイツのブランドの他に、姉妹ブランドとしてハソーン (Hathorn Boots)がある。ウエスコ同様、カスタムオーダーメイドが可能。
2014年7月、日本のABCマートが子会社であるラクロス・フットウェア社を通じ、ホワイツ社を買収した。

## モデル
ホワイツブーツは、そのブーツの種類によって以下の6項目にカテゴライズできる。
- ホワイツブーツ (Whites Boots)
- ハソーン・ハイライン (Hathorn Hi-Line)
- ハソーン・ブーツ (Hathorn Boots)
- ハソーン・エクスプローラー (Hathorn Explorer)
- ホワイツ・パックス (Whites Pacs)
- ホワイツ・スノーキャット (Whites Snow-Cat)

### ホワイツブーツ
ここでは、ホワイツブーツ (Whites Boots)にカテゴライズされる主なブーツのモデルを示す。

#### スモークジャンパー
ホワイツの代表的なモデル、スモークジャンパー (Smoke Jumper) は、ヘリコプターから煙の中に飛び降りる森林消防隊の為に作られたモデルである。耐油・耐火仕様のビブラムソールを採用したものも存在し、その作りは現場の森林消防隊も使用しているほど。
- オリジナル・スモークジャンパー (Original Smoke Jumper)
- レーストゥトゥ・スモークジャンパー (Lace-to-Toe Smoke Jumper)
- ウィーメンズ・スモークジャンパー (Womens Smoke Jumper)

#### パッカー
カウボーイ達がパックライドをする際に、使用していたというモデル。パックライドとは、 カウボーイが荷造りしたまま馬に乗り、牛を引き連れ移動すること。スモークジャンパーに比べトゥが細身で、スタイリッシュな形状である。ホワイツの中で最もデザイン性に富むモデルで、ダチョウやサメ、ワニ、トカゲなどの皮をブーツに使用した、エキゾチックサラブレッドシリーズも存在する。
- オリジナル・パッカー (Original Packer)
- レースアップ・カウボーイパッカー (Lace Up Cowboy Packer)
- サラブレッド・フレンチカーフ・パッカー (Thoroughbred French Calf Packer)
- サラブレッド・ウォーターバッファロー・パッカー (Thoroughbred Water Buffalo Packer)
- エキゾチックサラブレッド・パッカー・オーストリッチ (Exotic Thoroughbred Packer - Ostrich)
- エキゾチックサラブレッド・パッカー・シャーク (Exotic Thoroughbred Packer - Shark)
- エキゾチックサラブレッド・パッカー・カイマン (Exotic Thoroughbred Packer - Caiman)
- エキゾチックサラブレッド・パッカー・リザード (Exotic Thoroughbred Packer - Lizard)
- インサレーテッドパッカー(Insulated Packer)
- レディーパッカーズ (Lady Packers)

#### その他
- セミドレス (Semi-Dress)

セミドレスは、スモークジャンパーと並びホワイツを代表するモデルである。細身のプレーントゥで5インチハイト。トップエンドはカットオフといった仕様。ホワイツブーツの堅牢さを残したドレッシーなモデルで、日本でも人気が高い。
- ラインマン (Lineman)
- ファーマーランチャー (Farmer Rancher)
- ラフカットロガー (Rough-Cut Logger)
- ハンター (Hunter)
- ノースウェスト（Northwest）
- レーストゥトゥ・ドライフッド・アウトドアーズマン (Lace-To-Toe Dri-Foot Outdoorsman)
- ノマド (Nomad)
- フリーダムスクエアトゥ・ハーネストブーツ（Freedom Square Toe Harness Boot）
- レトロオックスフォード（Retro Oxford）
- オットー オックスフォード（Otto Oxford）
- キニー チャッカ（Kinney Chukka）
- ミリタリーポリス・サービスブーツ（Military Police Service Boot）
- センティニアル・ハイカー (Centennial Hiker)
- センティニアル・ウォーカー (Centennial Walker)
- バウンティハンター（Bounty Hunter）
- オックスフォード（Oxford）

### ハソーンブーツ
ここでは、ハソーンブーツ (Hathorn Boots)にカテゴライズされる主なブーツのモデルを示す。

#### パッカー
- ブルハイド・レースアップパッカー (Bullhide Lace-Up Packer)
- ランチパッカー (Ranch Packer)
- レースアップ・ライディングパッカー (Lace-Up Riding Packer)
- ドレスレースアップ・ライディングパッカー(Dress Lace Up Riding Packer)

#### カウボーイ
- ブルハイド・カウボーイ (Bullhide Cowboy)
- ドレス・カウボーイ (Dress Cowboy)
- クラシック・カウボーイ (Classic Cowboy)

#### その他
- ラインマン (Lineman)
- インサレーテッド・ハンター (Insulated Hunter)
- コークロガー (Calk Logger)
- ノースウェスト (Northwest)
- エレクトリカルハザード・ポートランド (Electrical Hazard Portland)
- エレクトリカルハザード・ヴィブラム (Electrical Hazard Vibram)